# Berlare
Berlare (nicht zu verwechseln mit Berlaar) ist eine belgische Gemeinde in der Region Flandern am nördlichen Ufer der Schelde.
Sie liegt in der Provinz Ostflandern und gehört zum Arrondissement Dendermonde. Berlare hat 15.486 Einwohner (Stand 1. Januar 2024) und eine Fläche von 37,82 km². Berlare ist ein Dorf, in dem hauptsächlich Landwirtschaft betrieben und gewohnt wird.

## Geographie und Verkehr
Dendermonde liegt sieben Kilometer östlich, Aalst acht km südlich, Gent 20 km westlich, Brüssel 32 km südöstlich und Antwerpen 34 km nordöstlich.
Die nächsten Autobahnabfahrten befinden sich bei Lokeren im Norden an der A14/E 17 und bei Aalst im Süden an der A10/E 40.
Die Gemeinde hat einen Regionalbahnhof an der Bahnlinie Gent-Wetteren-Berlare-Dendermonde-Mechelen. 

## Sehenswürdigkeiten

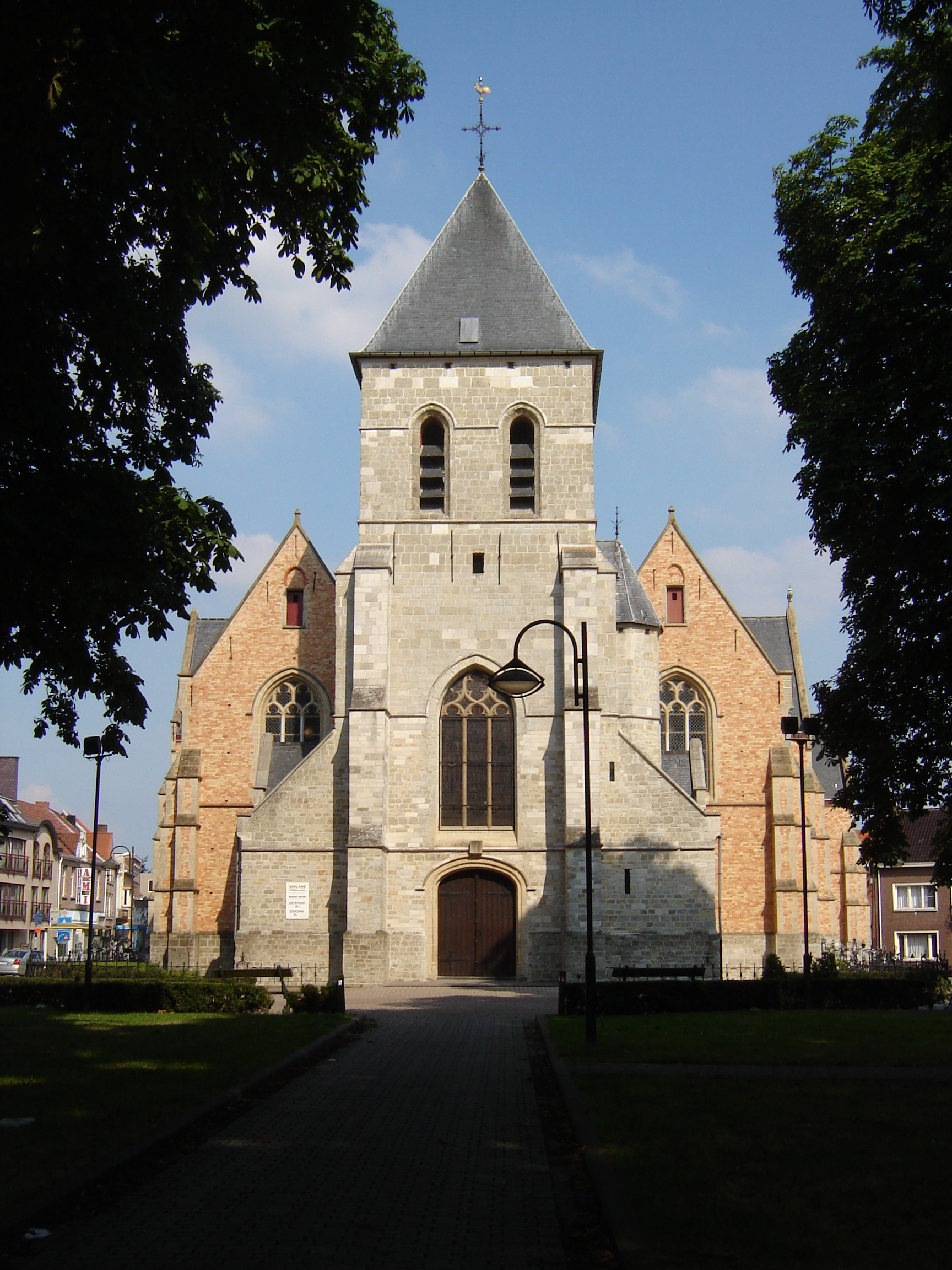
St.-Martins-Kirche in Berlare
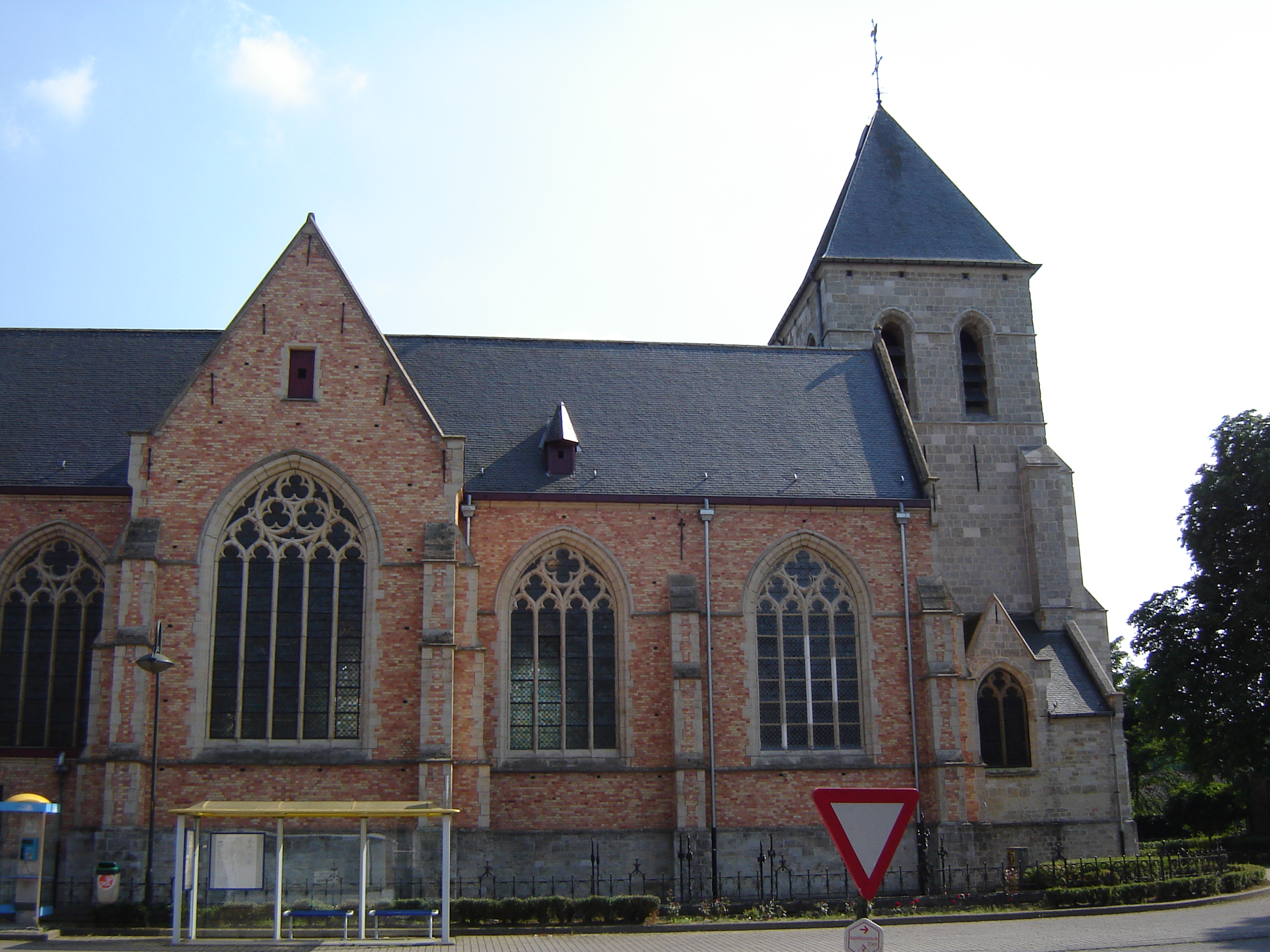
St.-Martins-Kirche in Berlare
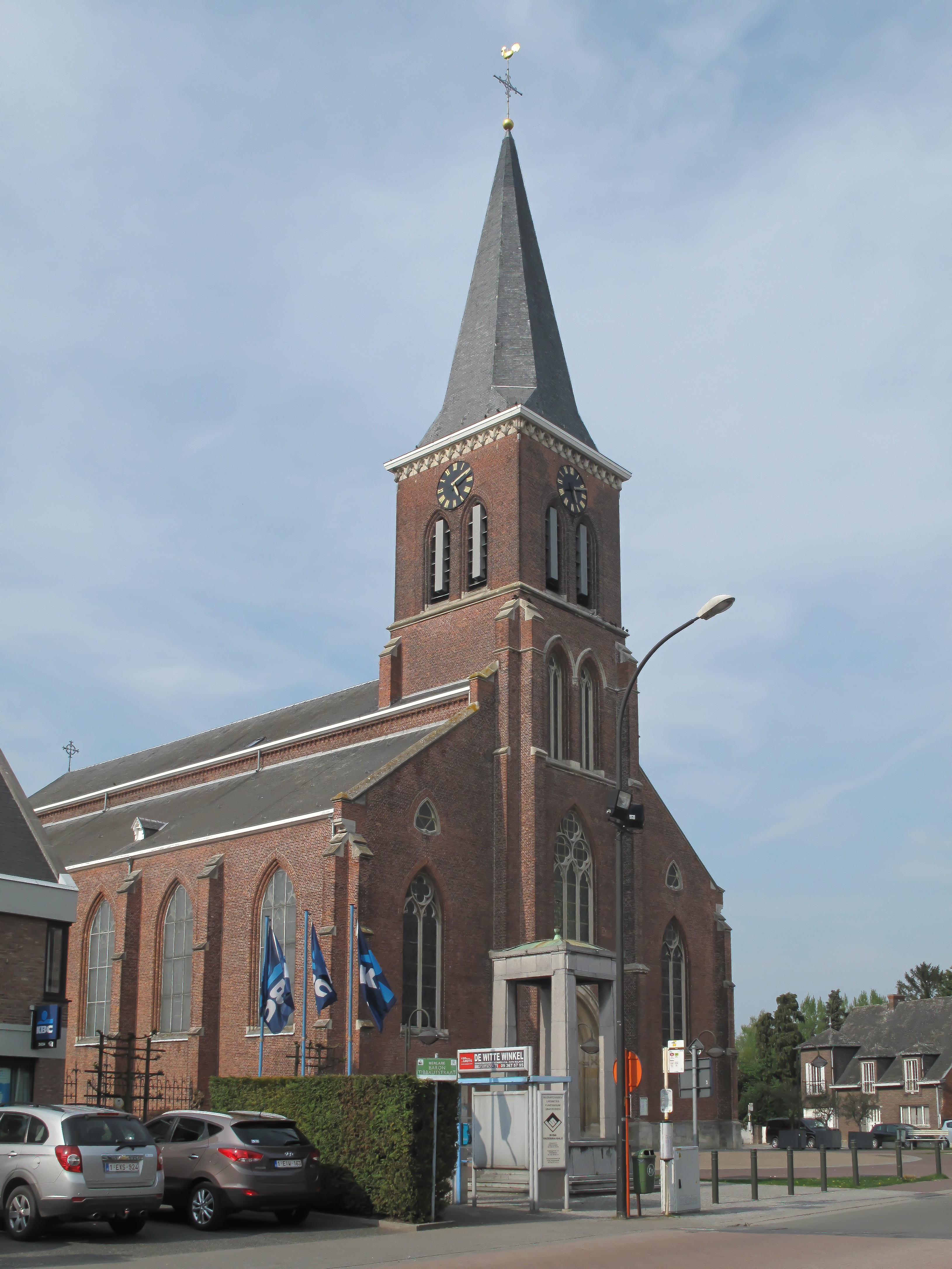
Kirche (de Onze Lieve Vrouw Hemelvaartkerk) in Overmere

- Im Dorfkern von Berlare steht noch ein Pranger aus dem 17. Jahrhundert.
- Auf dem Wege nach Overmere steht die denkmalgeschützte kapel van Onze-Lieve-Vrouw van Zeven Weeën, erbaut um 1300, wiederaufgebaut im 15. Jahrhundert und 1774 im zeitgenössischen Stile des Rokoko vergrößert.
- Der Donkmeer ist einer der größten Seen Flanderns (86 ha) und liegt zwischen den Dörfern Overmere, Uitbergen und Berlare-Zentrum. Seine Tiefe ist sehr gering und erreicht maximal 3,20 m. Er steht zum Teil unter Naturschutz und ist ein touristischer Anlaufpunkt.
- Das auf Volkskunde ausgerichtete Museum Huize Bareldonk
- Das Madonnamuseum (Uitbergen) mit einer Sammlung von Marienbildnissen und Ausstellungsstücken zur Marienverehrung in Flandern
- Die Pastorei mit Rokokofassade
- Die St.-Martins-Kirche

## Gemeindegliederung
Zur Gemeinde Berlare gehören neben Berlare selbst auch die Teilgemeinden Overmere und Uitbergen. Dazwischen liegt, verteilt auf die drei Teilgemeinden, noch der Weiler Donk.
| #   | Name      | Fläche (km²) | Einwohnerzahl (31/12/2006) |
| --- | --------- | ------------ | -------------------------- |
| I   | Berlare   | 17,73        | 7.876                      |
| II  | Uitbergen | 6,48         | 1.980                      |
| III | Overmere  | 13,72        | 4.504                      |

### Uitbergen

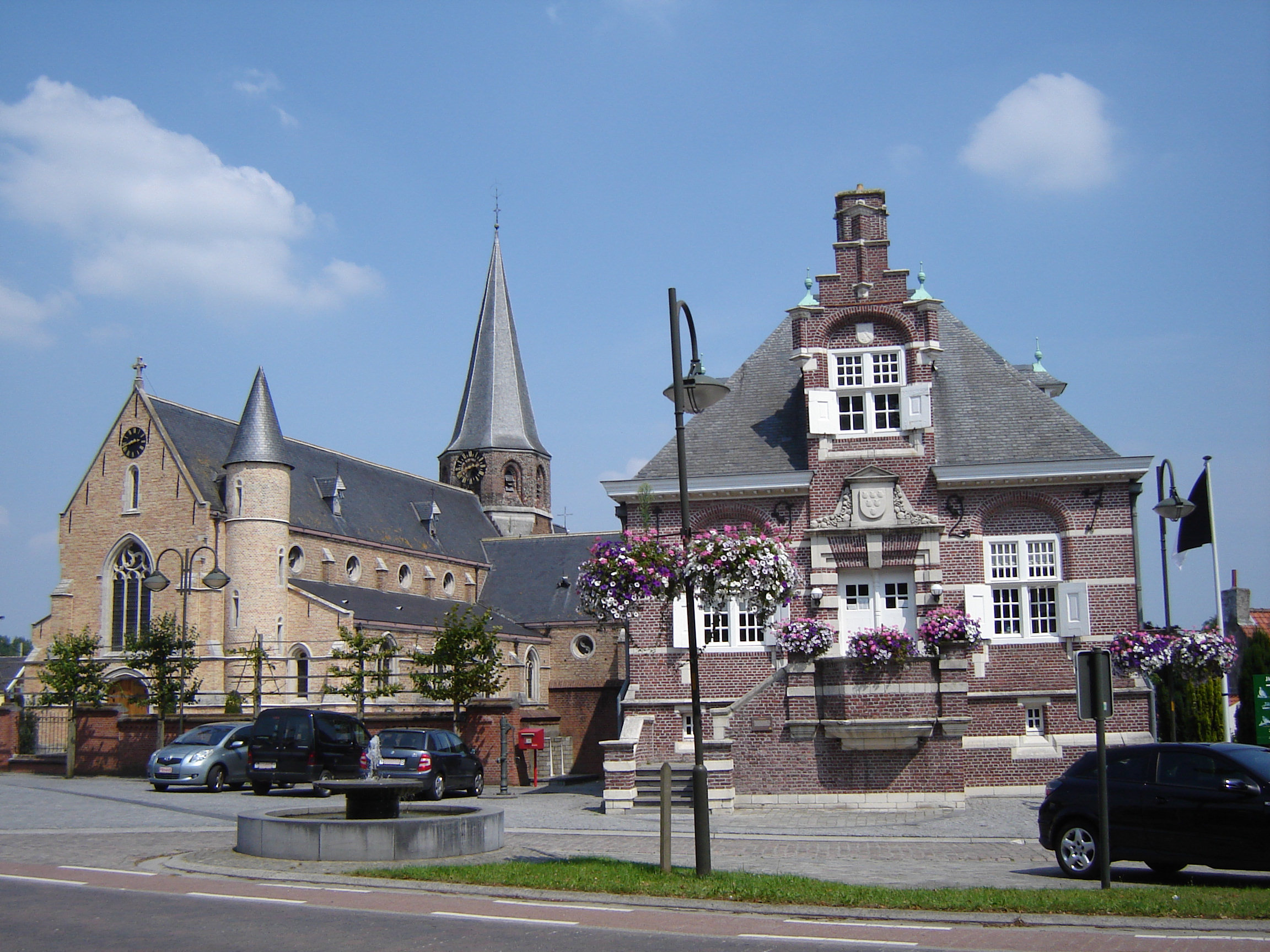
Kirche und vormaliges Gemeindehaus von Uitbergen

Bei der Eingemeindung nach Berlare zählte Uitbergen 1605 Einwohner. Der See Donkmeer liegt teilweise in Uitbergen. Sehenswert sind die St.-Peters-Kirche und das ehemalige Gemeindehaus.
Der achteckige backsteinerne frühgotische Vierungsturm ist der älteste Teil der Kirche und geht im Kern vermutlich auf das 12. Jahrhundert zurück. Der zweijochige Chor wurde in Sandstein errichtet. Er wird durch Zwillingsfenstern mit Dreipassmaßwerk durchbrochen.
Die Unterkirche wurde 1906 unter Leitung des Architekten J. Goethals aus Aalst wiedererbaut. Das Interieur hat ein überwiegend neogotisches Erscheinungsbild.
Das einstige Gemeinderathaus von (1927) entstammt den Händen von Valentin Vaerwyck und schließt stilistisch bei demjenigen von Zomergem (ebenfalls von ihm erbaut), an. Damals war Albert Visart de Bocarmé Bürgermeister von Uitbergen.

### Overmere

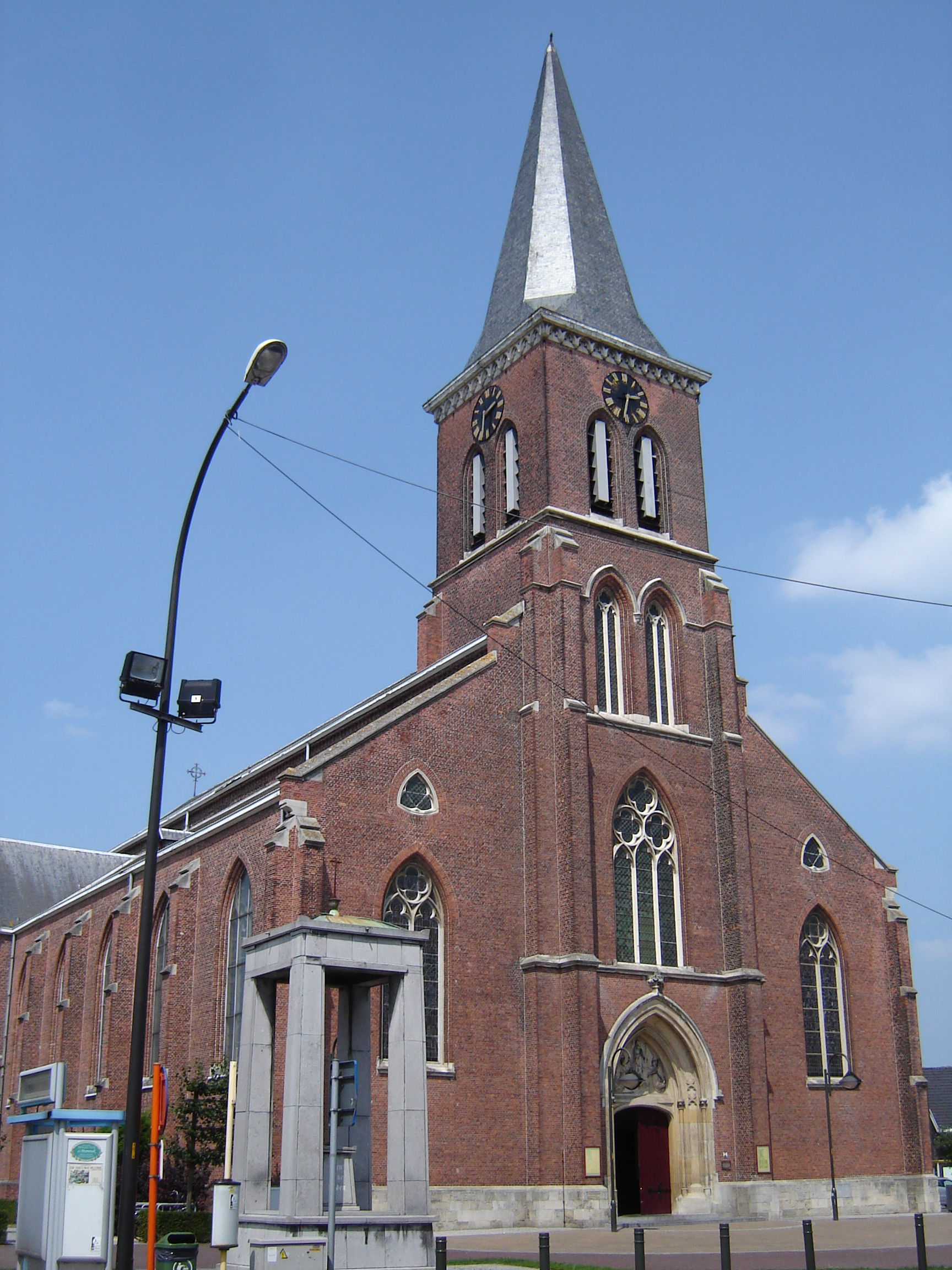
Die Liebfrauenkirche von Overmere

1331 bildete Overmere zusammen mit Uitbergen einen Herrschaftsbereich (Heerlijkheid), der sich anfänglich im Besitz der Herren von Dendermonde befand und später auf die Grafen von Flandern überging, die es nacheinander verschiedenen Familien zum Lehen gaben: Dem Haus von Massemen im 14. und 15. Jhd., der Familie du Bois (van den Houte) im 16. Jhd., der Familie van Coudenhove im 17. Jhd. und den Familien de Lannoy de Hautpont, de Croy de Beaurainville, van Roosendael en de Heuvel im 17. und 18. Jhd. Der Herrschaftsbereich war deckungsgleich mit der Pfarrei einer Mutterkirche in Uitbergen und einer Kapelle in Overmere, die 1350 durch eine Kirche ersetzt wurde.
Am 24. Mai 1452 fand bei Overmere eine blutige Feldschlacht statt zwischen den Gentern und den Truppen Philipps des Guten, Herzog von Burgund, daher kommt auch die Bezeichnung „Strijddam“ (Streitdam), die früher die Ufer des Donkmeers bezeichnete.
Auf fürstlichen Erlass vom 18. April 1673 wurde auf Antrag von Antoon van Coudenhove das Lehen von Uitbergen in zwei Lehen, Uitbergen und Overmere aufgeteilt, es blieb jedoch eine Schöffenbank.
Am 12. Oktober 1798 begann in Overmere ein Bauernaufstand, der Boerenkrijg (Bauernkrieg), der auf ganz Flandern, Brabant und die Grafschaft Loon übergreifen sollte. Das historische Geschehen wird in der lokalen Erinnerung lebendig gehalten. Dem Aufstand Voor Outer en Heerd der Brigands wurde ein Museum, eine Straße und ein Standbild gewidmet. Letzteres ist ein Werk von Aloïs de Beule, Die "12 Oktoberlaan" befindet sich in einem Wohngebiet südöstlich des Zentrums von Overmere.
Am 2. November 1862 brannte die Kirche des 14. Jahrhunderts ab und wurde von der neugotischen Kirche namens Onze-Lieve-Vrouw-Hemelvaartkerk ersetzt. Die Kirche wurde von 1864 bis 1866 gebaut und am 10. September 1866 von Bischof Hendrik-Frans Bracq eingeweiht.

#### Sehenswürdigkeiten

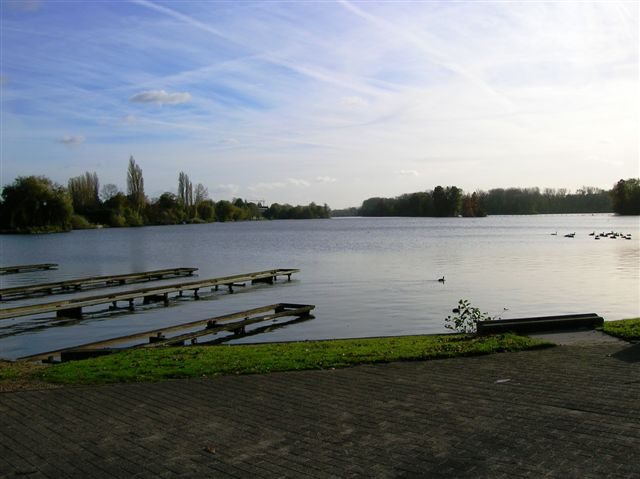
Donksee im Herbst

- Das Bauernkriegsstandbild Pa en Gijs
- Neben dem Donksee auch der Neudonk (ndl. Nieuwdonk), ein nahe dem Donksee künstlich angelegter See.
- Die neogotische Liebfrauenhimmelfahrtskirche im Zentrum von Overmere, mit der hochwertigen Vereeckenorgel aus dem Jahre 1890.

#### Festivitäten
- Alle zwei Jahre organisiert Festivaria ein Schauspiel, das sich am Donksee abspielt, mit Zuschauern aus dem In- und Ausland, darunter auch Mitglieder des belgischen Königshauses.

#### Bekannte Overmerer
- Mgr Honoré-Jozef Coppieters (Bischof von Gent)
- Jan Frans De Lantsheere (Schreiber des "Leenhof van Dendermonde" (Fronhof?))
- Karel De Gucht (* 1954), VLD-Politiker
- Louis Casimir de Lausnay (Bürgermeister von Overmere und Senator)
- Ernest de Regge (Komponist)
- Vic Temmerman (Bildhauer)
- Baron Emile Tibbaut (Volksvertreter und Minister)
- Frans Van Laere (Bauingenieur)
- Emmanuel de Wapenaert (Hauptschöffe des Landes von Dendermonde und Bürgermeister der Stadt Dendermonde)

## Bevölkerungsentwicklung
| Jahr          | 1995   | 1996   | 1997   | 1998   | 1999   | 2000   | 2001   | 2002   | 2003   | 2004   | 2005   | 2006   | 2007   | 2008   |
| Einwohnerzahl | 13.172 | 13.270 | 13.374 | 13.566 | 13.714 | 13.679 | 13.776 | 13.808 | 13.825 | 13.900 | 13.984 | 14.092 | 14.272 | 14.452 |

## Politik
Bürgermeister von Berlare:
- 1965–1976: Marcel Leys (PVV)
- 1977–2006: Jan-Willy Van Sande (CD&V)
- 2007–: Karel De Gucht (VLD)

## Bekannte Einwohner
- Fred De Bruyne (1930–1994), Radsportler und Sportjournalist
- Preben Van Hecke (* 1982), Radsportler
- Jarno Van Mingeroet (* 1977), Radsportler
- Tjörven De Brul (* 1973), Fußballer
- Nicolas De Bruyne, Spieler